# إكسكاليبر

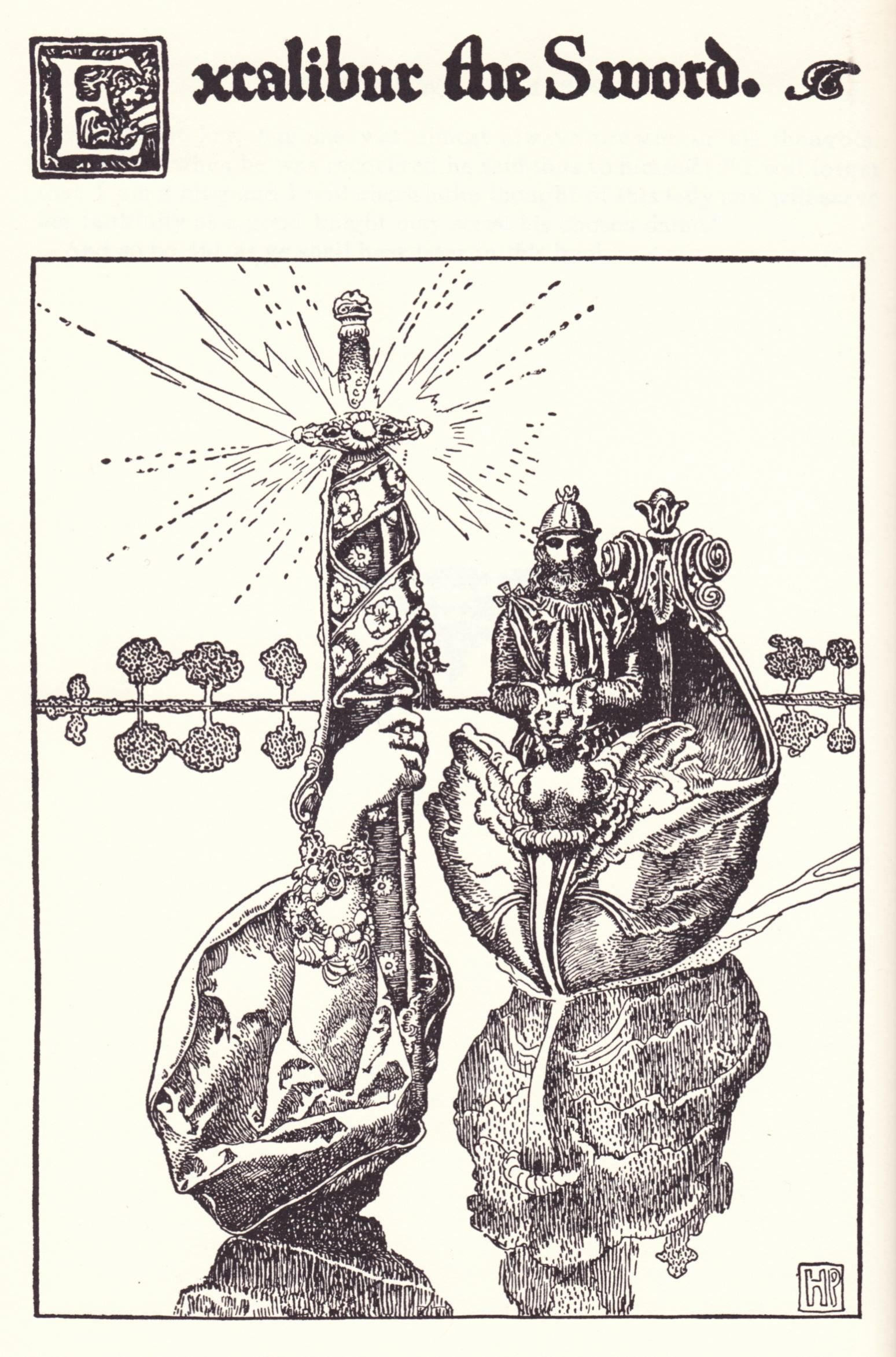
سيف إكسكاليبر والملك آرثر.

إكسكاليبر (بالإنجليزية: Excalibur)‏ هو سيف أسطوري يعود للملك آرثر ينسب إليه قوى سحرية أو يرتبط بحق السيادة على بريطانيا العظمى. في بعض الروايات يعتقد أن إكسكاليبر هو نفسه السيف المغروس في الحجر.
يعتبر إكسكاليبر أحد أثمن ممتلكات الملك آرثر، وقد استخدم من قبل محارب آيرلندي لقتل الملك الأيرلندي ديوررناش وسرقة مرجله السحري. كما تقول الأساطير أنه عند سحب إكسكاليبر للمرة الأولى من قبل الملك آرثر فإن انعكاس الضوء أعمى أعدائه، ويقال بأن حامل السيف لا يموت من نزف الدماء في المعارك.